# Croton lanatus var. ruderalis
Variété
Classification APG II (2003)
Croton lanatus var. ruderalis est une variété de plantes à fleurs du genre Croton et de la famille des Euphorbiaceae, présente en Argentine (Province d'Entre Ríos).